# VP2000
VP2000は、富士通のベクトル型スーパーコンピュータの第二弾のシリーズ。 1988年12月に発表され、富士通の以前のFACOM VPモデルEシリーズの後継となった。 VP2000の後継として、1995年に、最大256個のベクトルプロセッサを備えた超並列スーパーコンピュータであるVPP300が登場した。
VP2000は、パフォーマンス向上のためにレジスタベースのベクトルプロセッサを使用しており、以前の設計と多くの点で類似しており、Cray-1とも類似していた。パフォーマンスを向上させるために、ベクトルユニットは、クロックサイクルごとに2つの結果をリタイアできる特別な乗算および加算命令をサポートしていた。この命令「チェーン」は、多くのスーパーコンピューターアプリケーションで一般的に採用されている。
もう1つの違いは、プロセッサのメインスカラーユニットがベクトルユニットの半分の速度で実行されたことである。アムダールの法則によれば、コンピュータは最も遅いユニットの速度で実行される傾向があり、この場合、プログラムがほとんどの時間をベクトルユニットで費やさない限り、スカラーのパフォーマンスが遅いと、同じ速度でもCray-1のパフォーマンスの1/2になってしまう。
以前のVPシリーズに関する主な不満の1つは、メモリ帯域幅が限られていたことだった。マシン自体はプロセッサで優れたパフォーマンスを発揮したが、データが不足することがよくあった。 VP2000シリーズの場合、これは、2番目のロード/ストアユニットをスカラーユニットに追加し、メモリ帯域幅を2倍にすることで対処された。
マシンのいくつかのバージョンは、異なる価格で販売された。ローエンドVP2100は8 nsサイクルタイムで実行され、0.5 GFLOPS（Crayの約4〜8倍のパフォーマンス）であったのに対し、 VP2200およびVP2400はサイクルタイムを4 nsに短縮して、ピーク時に1.25〜2.5 GFLOPSを記録した。ハイエンドのVP2600は3.2 nsで動作し、5 GFLOPSを記録した。すべてのモデルは、スカラープロセッサを1つだけ備えた/10バージョン、または2つ備えた/20で提供され、2200および2400も4つを備えた/40構成で提供された。ロード/ストアユニットが追加されたため、スカラーユニットを追加すると、メモリ帯域幅が増加し、複数のプログラムを同時に実行できるため、ベクターユニットで何かが処理される可能性が高くなり、パフォーマンスが向上した。各ユニットのパフォーマンスは1.5倍になると言われており、VP2400/40は以前のVP2600/20のパフォーマンスと一致する。
マシンには、 UNIX互換のUXP/MまたはMVS互換のVSP/Sオペレーティングシステムが付属しており、どちらもアムダールから提供された。後者はFORTRANプログラムに使用され、前者は通常Cに使用され、ベクトル化コンパイラーは両方の言語に提供された。
他の企業と同様に、富士通は次世代機に超並列処理を採用し、VP2000ファミリが市場で販売されていた時間は長くはなかった。それにもかかわらず、100台以上が販売され、1993年7月には180台がインストールされた。
| 記録                             | 記録                                                        | 記録                          |
| -------------------------------- | ----------------------------------------------------------- | ----------------------------- |
| 先代 Cray Y-MP/832 2.144 G FLOPS | スーパーコンピュータの世界記録 (富士通 VP2600/10) 1990–1991 | 次代 NEC SX-3/44 20.0 G FLOPS |